# Gesellschaft der Sächsisch-Böhmischen Verbindungsbahn Annaberg–Weipert

Die Strecke der Sächsisch-Böhmischen Verbindungsbahn Annaberg–Weipert

Die Gesellschaft der Sächsisch-Böhmischen Verbindungsbahn Annaberg–Weipert war eine Eisenbahngesellschaft in Sachsen. Sie war Eigentümer der grenzüberschreitenden Eisenbahnverbindung Annaberg–Weipert. Der Sitz der Gesellschaft war in Leipzig.

## Geschichte
Schon mit dem Bau der Chemnitz-Annaberger Bahn gab es Pläne für eine Fortsetzung der Strecke über den Erzgebirgskamm nach Böhmen. Annaberger Bürger gründeten das „Annaberger Eisenbahncomite“, das bei der österreichischen Regierung um eine Konzession für eine Linie Komotau–Annaberg zum Anschluss an die Strecke der Aussig-Teplitzer Eisenbahn ansuchte. Österreich favorisierte allerdings zu jener Zeit eine Strecke von Karlsbad nach Schwarzenberg, die von einem Konsortium gebaut werden sollte. Erst der Plan für eine direkte Linie von Prag nach Annaberg fand das Wohlwollen der österreichischen Regierung.
In dieser Situation waren jedoch die vorhandenen, privat bereitgestellten Gelder des Komitees aufgebraucht. Das Komitee übergab die Unterlagen des Projektes an die Annaberger Bürger Oehme und Hempel, die das Vorhaben im eigenen wirtschaftlichen Interesse weiterverfolgten. Am 28. August 1865 erhielten sie von der österreichischen Regierung die Konzession für eine „Sächsisch-Böhmische Verbindungsbahn“ zum Anschluss an die Buschtěhrader Eisenbahn bei Katschitz. Der Deutsche Krieg von 1866 verhinderte jedoch eine schnelle Realisierung, sodass die Konzession wieder erlosch.
Am 1. Juli 1868 erhielt die Buschtěhrader Eisenbahn eine neue Konzession für eine Strecke Komotau–Weipert, die zusammen mit der Linie von Prag über Komotau nach Eger genehmigt wurde. Für den Bau der Anschlussstrecke auf sächsischem Gebiet gründete sich im September 1869 die Gesellschaft der Sächsisch-Böhmischen Verbindungsbahn Annaberg–Weipert. Das Kapital der Gesellschaft betrug 1.060.000 Taler. Ausgegeben wurden 4600 Stammaktien zu 100 Taler sowie 6000 Prioritäts-Obligationen zu je 100 Taler. Am 19. April 1870 erhielt die Gesellschaft der Sächsisch-Böhmischen Verbindungsbahn Annaberg–Weipert die Konzession für den Streckenabschnitt von der Landesgrenze nach Annaberg.
Die Buschtěhrader Eisenbahn eröffnete die Strecke Komotau–Weipert am 1. August 1872. Zwei Tage später – am 3. August 1872 – ging auch die Strecke Weipert–Annaberg für den Allgemeinverkehr in Betrieb. Den Betrieb übernahmen die Königlich Sächsischen Staatseisenbahnen mit ihren Betriebsmitteln gegen 50 Prozent der Bruttoeinnahmen.
Bis zum Bau der Strecke über Reitzenhain war die Trasse über Weipert die einzige den Erzgebirgskamm überquerende Eisenbahnverbindung. Als diese am 23. August 1875 in Betrieb ging, verlor die Strecke über Weipert einen erheblichen Teil des Durchgangsverkehrs. Die nun unrentabel gewordene Verbindung wurde am 12. August 1878 vom sächsischen Staat erworben. Die Gesellschaft der Sächsisch-Böhmischen Verbindungsbahn Annaberg–Weipert löste sich 1882 auf.